# Франсішку Пінту Балсемау
Франсі́шку Жозе́ Пере́йра Пі́нту Балсема́у (порт. Francisco José Pereira Pinto Balsemão; *1 вересня 1937, Лісабон) — португальський політичний діяч, журналіст і підприємець, один із засновників Соціал-демократичної партії Португалії. Був 11-м прем'єр-міністром Португалії після Революції гвоздик, з 9 січня 1981 до 9 червня 1983 року.

## Біографія
Випускник юридичного факультету Лісабонського університету, працював журналістом і був політичним керівником протягом тривалих років, до того як присвятив себе підприємництву.
З 1961 року — редактор журналу Mais Alto, ставши одним з директорів Diário Popular (1961—1963), пізніше — членом його адміністративної ради (1965—1971). У 1973 році засновує щотижневу газету Expresso (сьогодні є одним з найпопулярніших видань Португалії), ставши її першим директором і президентом. Був також президентом однієї з пресових асоціацій (з 1972 року).
Був депутатом до Національної Асамблеї ще за Нової держави, коли разом з Са Карнейру і Жуакіном Магальяйш Мотою увійшов до парламентської групи з близько 30 депутатів під назвою Ala Liberal («ліберальне крило») — їй належали різні ініціативи з тенденціями до поступової трансформації диктатури в демократію західноєвропейського типу.
У травні 1974 року після Революції гвоздик, Пінту Балсемау разом з Са Карнейру і Жуакіном Магальяйш Мотою, заснував Соціал-демократичну партію, однак спочатку вона називалась Народно-демократичною партією (порт. Partido Popular Democrático, PPD).
В кінці 1979 року було створено так званий Демократичний альянс, до якого крім Соціал-демократичної партії (Франсішку Са Карнейру) увійшли також Соціал-демократичний центр / Народна партія (Діогу Фрейташ ду Амарал), монархісти (Гонсалу Рібейру-Телліш) і деякі позапартійні. Коаліція перемагає на законодавчих виборах того ж року з абсолютною більшістю і 3 січня 1980 року президент Республіки Рамалью Іаніш призначає Са Карнейру главою 6-го Конституційного уряду, а Пінту Балсемау стає одним з його заступників.
Після загибелі Са Карнейру в авіакатастрофі 4 грудня 1980 року Соціал-демократична партія обрала Пінту Балсемау його наступником. Проте не зважаючи на репутацію компетентного політика, Пінту Балсемау бракувало харизми свого попередника. Тому він зіткнувся зі значними труднощами на рівні підтримки, і в. о. прем'єр-міністра був обраний Діогу Фрейташ ду Амарал, лідер Соціал-демократичного центру / Народної партії. Проте, пізніше, 9 січня 1981 року Пінту Балсемау все ж таки став прем'єром, пробувши на цій посаді до проведення законодавчих виборів у 1983 році, які цього разу Демократичний альянс програв. Остаточно залишив парламент у 1987 році.
6 жовтня 1992 року заснував Незалежне комунікаційне товариство (порт. Sociedade Independente de Comunicação, SIC) — перший приватний телеканал, сьогодні один з найпопулярніших в Португалії.
Є державним радником президента Республіки.